# David Maxwell
David Lindsay Maxwell (født 8. april 1951, død 18. december 2023) var en britisk roer.
Maxwell var med i Storbritanniens otter, der vandt sølv ved OL 1976 i Montreal. Briterne blev i finalen kun besejret af Østtyskland, der vandt guld, mens New Zealand tog bronzemedaljerne. Den øvrige besætning i briternes båd var Richard Lester, John Yallop, Timothy Crooks, Hugh Matheson, Jim Clark, Frederick Smallbone, Lenny Robertson og styrmand Patrick Sweeney. Han deltog også ved OL 1972 i München, som del af den britiske toer med styrmand, der blev nummer 8.
Maxwell vandt desuden en VM-sølvmedalje i otter ved VM 1974 i Luzern. Han studerede på University of Cambridge og var to gange med til at vinde det traditionsrige Oxford vs. Cambridge Boat Race på Themsen.

## OL-medaljer
- 1976:  Sølv i otter